# Aspidoglossum xanthosphaerum
Aspidoglossum xanthosphaerum är en oleanderväxtart som beskrevs av O.M. Hilliard. Aspidoglossum xanthosphaerum ingår i släktet Aspidoglossum och familjen oleanderväxter. Inga underarter finns listade i Catalogue of Life.